# 곡선의 기본정리
곡선의 기본정리(Fundamental theorem of curves, 曲線의 基本定理)는 미분기하학에서 3차원 유클리드 공간 상의 곡선을 다룰 때의 기본적인 정리이다. 간단히 말해, 공간곡선은 그 곡률과 열률만으로 표현되며, 그러한 표현은 유일하다는 내용을 담고 있다.

## 공식화
구체적으로, k(s)와 t(s)를 [a, b]에서 실수로 가도록 정의된 임의의 연속함수라 하자. 그러면, 다음과 같은 존재성 정리와,
- k(s)를 그 곡률함수, t(s)를 그 열률함수, s를 자연매개변수로 갖는 3차원 곡선 C가 존재한다.

다음과 같은 유일성 정리가 성립하는데,
- 그러한 곡선 C는 유일하다.

이 둘을 합쳐 곡선의 기본정리라 한다.

## 같이 보기
- 가우스 곡률